# كأس كازاخستان 1993
كأس كازاخستان 1993 (بالروسية: Кубок Казахстана по футболу 1993)‏ هو الموسم 2 من كأس كازاخستان. أقيم خلال الفترة 24 مارس 1993 وحتى 8 نوفمبر 1993، وأشرف على تنظيمه اتحاد كازاخستان لكرة القدم، وكان عدد الأندية المشاركة فيه 27، وفاز فيه FC Dostyk ‏.